# Victoria Hett

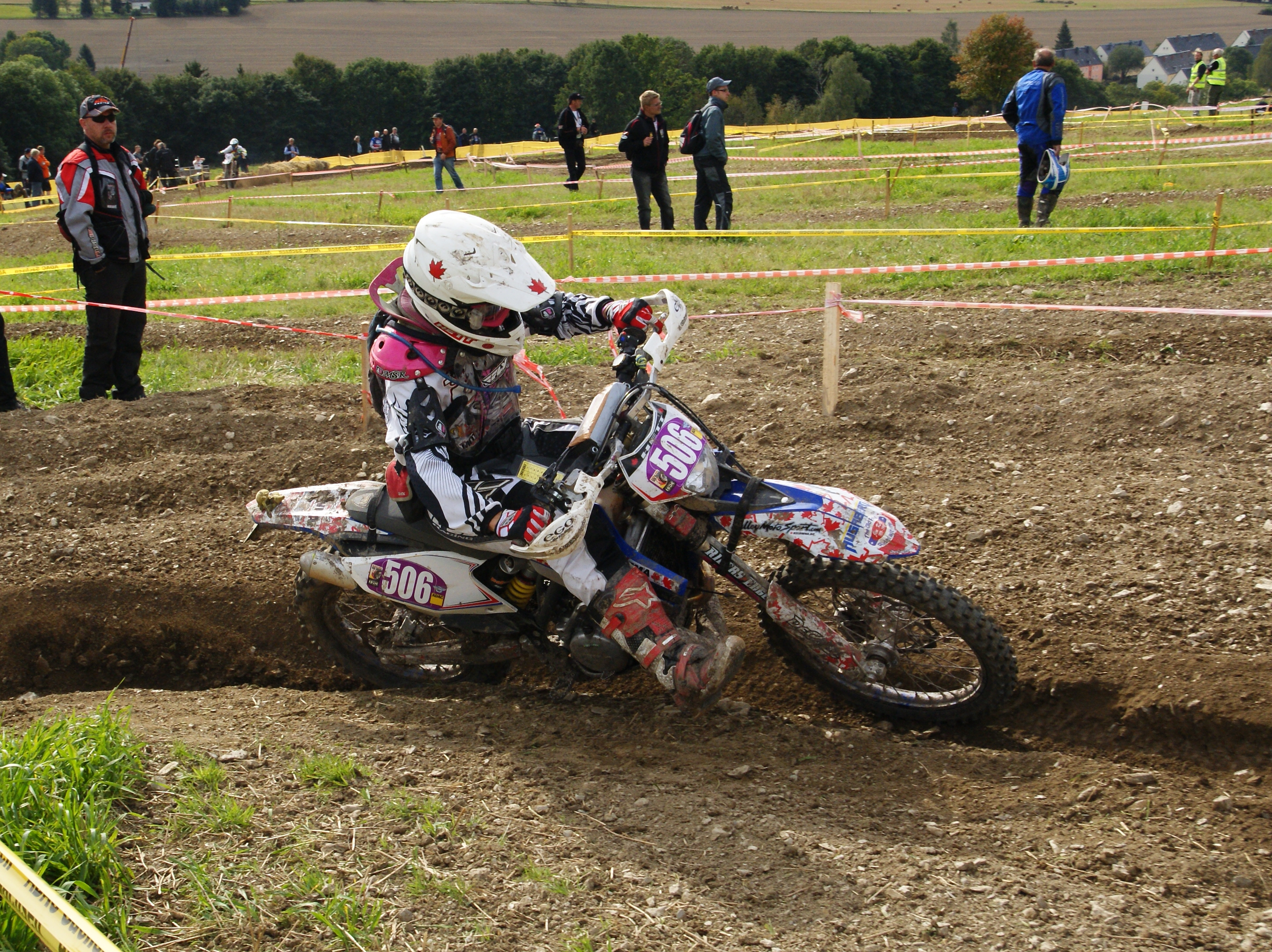
Victoria Hett während der 87. Internationalen Sechstagefahrt

Victoria Hett (* 1984 in Cherryville (British Columbia)) ist eine kanadische Endurosportlerin. Sie war 2009 kanadische Enduro-Meisterin und nahm bisher zweimal mit der Nationalmannschaft an der Internationalen Sechstagefahrt teil.

## Karriere
Victoria Hett wuchs in einer motorsportbegeisterten Familie auf. Mit fünf Jahren fuhr sie erstmals auf einem Motorrad, mit einer Yamaha PW50. Mit 12 Jahren startete sie mit einer Honda XR 200 bei lokalen Endurorennen.
2009 startete sie mit einer KTM bei der erstmals ausgetragenen kanadischen Meisterschaft „World Enduro Canada“ in der Frauenklasse. Sie gewann in der Amateur-Klasse die Eastern und die Western Championship und somit auch die Gesamtmeisterschaft. Außerdem gewann sie verschiedene weitere Off-Road-Rennen in Kanada und den Vereinigten Staaten.
Im folgenden Jahr startete in der „World Enduro Canada“ in der Klasse A (advanced) und fuhr in einer Klasse mit den Männern. Am Ende war sie 23. in der Western Championship. Im gleichen Jahr war sie Mitglied der ersten kanadischen Frauenmannschaft bei der 85. Internationalen Sechstagefahrt in Mexiko. Sie beendete den Wettkampf als 8. und errang eine Bronzemedaille. Die Mannschaft mit Almeda Rive und Karine Gendron wurde 5.
2011 wechselte sie auf eine GasGas und fuhr weiterhin in der „World Enduro Canada“ in der Klasse A. In der westlichen Meisterschaft belegte sie einen 18. und in der östlichen Meisterschaft einen 6. Platz in der Gesamtwertung wurde sie 10. In der PNWMA Off-Road Series wurde sie in der gemischten Klasse "Intermediate" Dritte.
Im Jahr 2012 fuhr sie wieder in der Frauenklasse und wurde Dritte in der westlichen Meisterschaft und in der Gesamtwertung. Gemeinsam mit Amber Rae Giroux und Almeda Rive bildete sie die kanadische Nationalmannschaft bei der 87. Internationalen Sechstagefahrt in Sachsen. Sie wurde Neunte in der Frauenwertung und gewann eine Bronzemedaille. Durch den Ausfall ihrer beiden Mitfahrerinnen landete die kanadische Mannschaft nur auf dem siebenten Platz.